# Товариство за гуманне поводження з тваринами в США
Товариство за гуманне поводження з тваринами в США (англ. Humane Society of the United States, HSUS) — американська некомерційна організація, яка зосереджується на добробуті тварин і виступає проти жорстокого поводження з тваринами національного масштабу. Використовує стратегії, які не під силу місцевим організаціям. Працює над такими питаннями, як домашні тварини, дика природа, сільськогосподарські тварини, коні та інші тварини коней, а також тварини, які використовуються в дослідженнях, тестуванні та освіті. Починаючи з 2001 року, основні кампанії групи були спрямовані на фермерське господарство, спорт з кров’ю тварин, торгівлю хутром, виробництво цуценят і жорстоке поводження з дикою природою.
HSUS базується у Вашингтоні, округ Колумбія, і був заснований у 1954 році журналістом Фредом Майерсом і Гелен Джонс, Ларрі Ендрюсом, Марсією Глейзер і Олівером Евансом. У 2013 році журнал Chronicle of Philanthropy поставив HSUS на 136 місце за величиною благодійної організації в США у списку Philanthropy 400. Заявлений дохід становив 129 мільйонів доларів США, а чисті активи – 215 мільйонів доларів США станом на 2014 рік 
HSUS продовжує свою глобальну роботу через дочірню компанію Humane Society International, яка перерахувала співробітників із 17 країн на 2013 рік. Інші афілійовані організації включають Doris Day Animal League і Fund for Animals. Разом із Фондом захисту тварин HSUS керує заповідниками для тварин у п’яти штатах США.

## Огляд
HSUS утворився після розколу в Американській гуманітарній асоціації через конфіскацію фунтів, родео та інші політичні питання. Серед засновників HSUS було четверо людей — Ларрі Ендрюс, Марсія Глейзер, Хелен Джонс і Фред Майерс — усі вони брали активну участь у керівництві існуючих місцевих і національних груп, які стали першими чотирма співробітниками. Одним із перших засновників, на честь якого в 1975 році була названа штаб-квартира HSUS у Вашингтоні, округ Колумбія, був Олівер Маршалл Еванс (1906–1975). (Джерело The Humane Society News of the United States Winter edition 1975–1976) Він працював директором або офіцером протягом 21 року до своєї смерті в 1975 році. Він також був президентом HSUS з 1963 по 1967 рік. Вони вважали, що новий вид організації зміцнить американський гуманний рух, і заснували HSUS як «Національне гуманне товариство» у Вашингтоні, округ Колумбія, щоб переконатися, що воно може відігравати важливу роль у розвитку національної політики щодо добробуту тварин. Керівний принцип HSUS був ратифікований його національними членами в 1956 році: «Товариство за гуманне поводження з тваринами Сполучених Штатів виступає проти будь-якого використання або експлуатації тварин, яке спричиняє біль, страждання або страх, і прагне запобігти цьому».

## Обґрунтування
Цінності, які сформували формування HSUS у 1954 році, прийшли певною мірою з гуманного руху, який виник у 1860-х роках у Сполучених Штатах. Ідея доброти до тварин значно поширилася в американській культурі в роки після громадянської війни. Розвиток співчуття до істот, які страждають, задоволення від утримання їх як домашніх тварин і підвищення обізнаності про взаємозв’язок між жорстоким поводженням з тваринами та міжособистісним насильством посилили популярність руху.

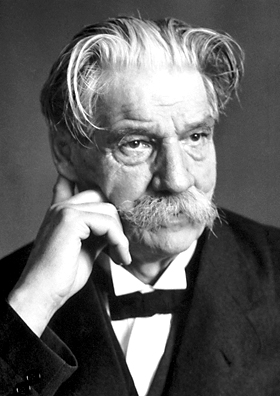
Альберт Швейцер

Найбільш безпосередній філософський вплив на прихильників епохи 1950-х років, у тому числі на тих, хто пов’язаний з HSUS, мала концепція благоговіння перед життям, висунута Альбертом Швейцером. Швейцер включив глибоку повагу до нелюдських тварин у свій канон переконань, а захисники тварин, які намагалися привернути увагу до своїх проблем, були підтримані промовою Швейцера під час вручення Нобелівської премії миру 1952 року, в якій він зазначив, що «співчуття, в якому вкорінюється етика, не набуде своїх справжніх розмірів, доки не охопить не лише людину, а й кожну живу істоту».
Маєрс та його колеги знайшли ще один взірець своїх цінностей у Джозефі Вуді Кратчі (1893–1970), чиї твори відображали глибоке ставлення до дикої природи та нелюдського життя. З «Великим ланцюгом життя» (1957) Кратч зарекомендував себе як філософа гуманності, і в 1970 році найвищу нагороду HSUS було перейменовано на його честь.

## Історія
У 1954 році засновники HSUS вирішили створити новий вид тваринницької організації, що базується в столиці країни, щоб протистояти національній жорстокості поза межами досяжності місцевих товариств і федерацій штатів. Гуманна бійня стала безпосереднім пріоритетом і займала значну частину ресурсів організації. Майерс та його колеги також розглядали цю першу кампанію як засіб сприяння згуртованості руху.

## Дивись також
- Animal Liberation Front (ALF)
- Animal liberation movement
- Eco-terrorism
- People for the Ethical Treatment of Animals (PETA)

## Подальше читання
- Ейморі, Клівленд, Man Kind? Наша неймовірна війна з дикою природою (1974).
- Балкомб, Джонатан, Використання тварин у вищій освіті: проблеми, альтернативи та рекомендації (2000).
- Дональдсон, Сью та Вілл Кімліка, Zoopolis: політична теорія прав тварин (2012).
- Донахью, Джессі та Ерік Трамп, «Політика зоопарків: екзотичні тварини та їхні захисники» (2006).
- Хадідіан, Джон А., Дикі сусіди: Гуманний підхід до життя з дикою природою 2007.
- Хойт, Джон А., Тварини в небезпеці 1994.
- Ірвін, Пол, Втрата раю: зростаюча загроза нашим тваринам, навколишньому середовищу та нам самим (2000).
- McGiffin H., and N. Brownley, eds., Animals in Education: The Use of Animals in High School Biology Class and Science Fairs (1980).
- Морс, Мел, Випробування тварин (1970).
- Паселл, Вейн, «Зв’язка: наше споріднення з тваринами, наш заклик захищати їх» (2009).
- Рассел, Вільям С. і Рекс Берч, Принципи гуманної експериментальної техніки (1959).
- Скаллі, Метью, «Домініон: Сила людини», «Страждання тварин» і «Заклик до милосердя» (2003).
- Стівенс, Мартін Л., Альтернативи поточному використанню тварин у дослідженнях, безпеці, тестуванні та освіті (1986).
- Анті, Бернард. Захист усіх тварин: П'ятдесятирічна історія Гуманного товариства Сполучених Штатів (2004).
- Анті, Бернард і Ендрю Роуен. «Соціальна історія захисту тварин у період після Другої світової війни». У стані тварин 2001 р. під редакцією Дебори Дж. Салем та Ендрю Н. Роуена. Вашингтон, округ Колумбія: Гуманне суспільство Сполучених Штатів, 2002.